# 평동로 (광주)
평동로(Pyeongdong-ro)는 대한민국 광주광역시 광산구 대산동 대산3거리에서 광주광역시 광산구 송정동을 잇는 광주광역시의 도로다. 

## 주요 경유지
광주광역시
- 광산구 (대산동 . 대촌동)

## 노선
| 이름           | 접속 노선                      | 소재지     | 소재지 | 비고 |
| -------------- | ------------------------------ | ---------- | ------ | ---- |
| 대산삼거리     | 지방도 제822호선 (노안삼도로)  | 광주광역시 | 광산구 |      |
| 평동산단사거리 | 평동산단로                     | 광주광역시 | 광산구 |      |
| (이름없음)     | 광주광역시도 제43호선 (동곡로) | 광주광역시 | 광산구 |      |
| 장록교         |                                | 광주광역시 | 광산구 |      |
| 신덕지하차도   |                                | 광주광역시 | 광산구 |      |
| (이름없음)     | 상무대로                       | 광주광역시 | 광산구 |      |

## 주요 건물 및 시설
- 농협 평동농협 명화지점 (평동로 420/명화동 226-3)
- 명화동보건진료소 (평동로 427/명화동 225-3)
- 농협 평동농협주유소 명화지점 (평동로 441/명화동 216-1)
- 평동초등학교 (평동로 741/옥동 633)
- 평동행정복지센터 (평동로 790/옥동 236-3)
- 이마트24 광주옥동점 (평동로 792/옥동 221-3)
- 광주평동우체국 (평동로 799/옥동 215-1)
- 이디야커피 광주평동역점 (평동로 851/옥동 1238)
- 기아자동차 출고센터 (평동로 869/월전동 912-1)
- 평동역 (평동로 870/월전동 51-23)